# 蘭州級駆逐艦
蘭州級駆逐艦（らんしゅうきゅうくちくかん、英: Lanzhou-class destroyer）は、中国人民解放軍海軍のミサイル駆逐艦の艦級。人民解放軍海軍での名称は052C型駆逐艦（中: 052C型驱逐舰）、NATOコードネームは旅洋II型（英: Luyang II-class）。
基本的には、先行して建造された052B型の設計をもとに、国産のHHQ-9艦隊防空ミサイル・システムを搭載したものであり、特にアクティブ・フェーズド・アレイ（AESA）アンテナを艦橋構造物の4周に貼り付けた外見から、「中華イージス」（中華神盾）とも通称される。

## 来歴
1995年の第三次台湾海峡危機の際に、アメリカ海軍の圧倒的な能力を見せつけられた人民解放軍海軍は、国産駆逐艦の性能限界を痛感した。これを受けて、1999年から2000年にかけてロシア製の956E型駆逐艦（ソヴレメンヌイ級）2隻を緊急導入（2005年より956EM型2隻を追加配備）するとともに、空母建造計画も視野に、優れた対空戦能力を有するミサイル駆逐艦の整備が計画されるに至ったと見られている。
1990年代中期のDDG整備計画着手直後は、複数の艦級が並行して少数ずつ建造されており、まず956E型の就役開始と同年の1999年には、これと同系列の中距離艦対空ミサイル・システムを搭載した052B型駆逐艦（広州級）が起工された。これと並行して、アメリカ海軍のアーレイ・バーク級ミサイル駆逐艦を高く評価した人民解放軍海軍は、これに範をとった国産艦の研究開発に着手したものと考えられている。これは、イージス艦関連情報に関する諜報活動も含めた国家的プロジェクトとして進められた。これによって開発されたのが052C型（蘭州級）であり、まず2002年から2隻が建造され、2004年から2005年にかけて就役した。
この2隻をプロトタイプとして徹底的に性能・運用試験を実施し、これによって得られた不具合対策を連続的に適用するというスパイラルモデルによる開発が進められたものと考えられている。そして2009年より、この開発成果を踏まえて更に052C型4隻が追加建造され、これらは2012年より順次に就役を開始した。また2011年からは、全面的な発展型である052D型（昆明級）の建造が開始されており、以後の整備はこちらに移行した。

## 設計
船体と主機関については、おおむね、先行して建造された052B型駆逐艦（旅洋-I型）が踏襲されている。船型は中央船楼型、船楼と主船体でナックル・ラインを形成している。艦首部にブルワークが設けられているのも同様だが、VLSを保護する必要から、052B型よりも延長されている。また艦橋構造物は、4周にアクティブ・フェーズド・アレイ（AESA）アンテナを貼り付ける必要から1層高くなっている。アンテナの配置の必要上、正横方向と後方に向けた窓がなく、これを補うため艦橋上に潜望鏡が設けられている。
機関構成は052B型と同様と考えられており、巡航機としてV型20気筒のMTU 20V956 TB92（陝西柴油機重工有限公司によるライセンス生産機）、高速機としてウクライナ製のUGT-25000シリーズのガスタービンエンジン（DA80）を組み合わせたCODOG方式とされる。また機関区画も、パラレル配置を採用していた052B型と同様と見られている。

## 装備
上記の経緯より、本級の戦闘システムは、概ねアーレイ・バーク級に範をとったものとされている。ただし本艦の主任設計師は本艦がアメリカ海軍のイージス艦より劣る面があると話している。

### C4ISR
2004年7月の海軍工作会議で、全プラットフォーム搭載のセンサ情報をネットワークで共有し、艦隊全体で脅威に対処するという「海軍装備綜合集成」計画が作成された。これに応じて開発された戦術情報処理装置がZKB/ZBJシリーズである。開発は2006年までに完了し、同年2月の海軍工作総括会議で「全ての作戦艦艇に当該システムを装備」と全軍に発令された。本級の初期建造艦では、この方針に基づいて開発されたH/ZKB戦術情報処理装置が搭載された。これは「海軍編隊作戦指揮システム」と称されており、一説にはZKJ-5をベースとして、西側のリンク 16に準じたJIDS統合情報伝達システムやTJN-906高速ブロードバンド・データリンク・システム、統合データリンク・システム艦載I型などを統合したモジュール化システムとされている。そして建造再開後の後期建造艦ではH/ZBJ-1が搭載されたとされており、こちらは海軍編隊作戦/戦術型自動化指揮システム（海軍編隊戦役/戦術型自動化指揮系統）と称される。
主たるセンサとしては、4面固定式のアクティブ・フェーズドアレイ・アンテナを採用した多機能レーダーが搭載されている。このアンテナは上記の通りに艦橋構造物の4周に貼り付けられており、2層分の甲板高さを占めている。装備要領はアーレイ・バーク級と同様であるが、装備高さ自体はやや低く、また後方の構造物との干渉から、後方2面は視界の制限を受けているとも言われている。レーダーの名称については、プロトタイプとしての346型および量産機としての348型という説もあったが、実際にはいずれも区別なく346型とされている。NATOコードネームは「ドラゴンアイ」である。またこれを補完して、低空警戒/対水上捜索用の364型レーダーが前檣上に、また長距離捜索用の517H-1型レーダーが後檣上に備えられている。ソナーは、フランス製DUBV-23の山寨版とされるSJD-8/9を艦首装備式に搭載する。

### 武器システム
上記の経緯より、本級の最大の特徴が、HHQ-9A（海紅旗9A）艦隊防空ミサイル・システムの搭載である。発射機としては、6セルの円筒形VLSを用いており、前甲板に6基、後部上部構造物上に2基を備えている。これは人民解放軍海軍で初のVLSであるが、セル下部から高圧ガスでミサイルを打ち出した後に空中でロケット・モーターに点火するという、コールドローンチ方式を採用している。発射されたミサイルは、中間指令誘導による補正を受けつつ慣性誘導で飛翔し、TVM方式で目標に接近する。また終末航程ではアクティブ・レーダー・ホーミング（ARH）誘導も用いられる。最大射程は120 km以上とされる（200 kmとの説もある）。
なお後期型から順次D型と共通化が図られ、VLSはD型と同じ国家軍用標准GJB 5860-2006型に変更されているという説がある。

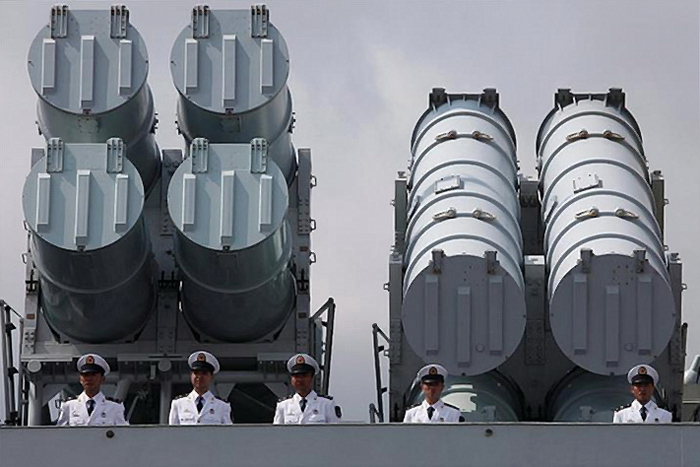
Anti-ship missile launchers on CNS Haikou (DDG-171)

また艦対艦ミサイルも、新型のYJ-62とされて、4連装発射機を2基、後檣とヘリコプター格納庫の間に装備している。これはターボジェットエンジンによって最大射程400キロメートル以上を発揮できる。火器管制レーダーは、052B型でYJ-83用として搭載されたのと同じロシア製のMR-331「ミネラルME」（NATO名「バンド・スタンド」）とされており、艦橋上に1基備えている。
砲熕兵器は052B型のものが踏襲されており、主砲としてはフランスのクルーゾー・ロワール社製100mmコンパクト砲の山寨版とされる55口径100mm単装速射砲（H/PJ-87）を艦首甲板に、CIWSとしては30mmガトリング砲を用いた730型（H/PJ-12）を前後に1基ずつ備えている。火器管制レーダーとしては、主砲用には344型レーダーを前檣直前に、またCIWS用としては347G型レーダー（あるいは発展型であるTR-47C）をそれぞれの砲側に備えている。なお344型レーダーとMR-331は、いずれも砲射撃指揮にもSSM管制にも用いることができるといわれている。
対潜兵器としてはYu-7短魚雷のための3連装短魚雷発射管を両舷に備えているほか、後部上部構造物の両舷に2基ずつ設置された18連装デコイ発射機も、対潜ロケット発射機としての性格を備えている。

### 艦載機
052B型と同様、後部上部構造物には中型ヘリコプター（カモフKa-28またはZ-9C）1機分のハンガーが設けられており、その直後の艦尾甲板はヘリコプター甲板とされている。
なお、ハンガーは052B型ではほぼ中央（若干左舷寄り）に設けられていたのに対し、本級ではVLSの装備位置の関係から左舷側ぎりぎりまで寄せられており、逆にヘリコプター管制室は右舷側ぎりぎりに配置された。

## 比較
|          |            | 051B型（深圳） 近代化改修後   | 052A型（旅滬型） 近代化改修後 | ソヴレメンヌイ級（現代級） 近代化改修後 |
| -------- | ---------- | ----------------------------- | ----------------------------- | --------------------------------------- |
| 船体     | 満載排水量 | 6,600 t                       | 5,700 t                       | 8,060 t                                 |
| 船体     | 全長       | 153 m                         | 148 m                         | 156.37 m                                |
| 船体     | 全幅       | 16.5 m                        | 16.0 m                        | 17.19 m                                 |
| 主機     | 方式       | CODOG                         | CODOG                         | 蒸気タービン                            |
| 主機     | 出力       | 55,000 shp                    | 48,600 shp                    | 99,500 shp                              |
| 主機     | 速力       | 30 kt                         | 31.5 kt                       | 32 kt                                   |
| 兵装     | 砲熕       | 56口径100mm連装砲×1基         | 56口径100mm連装砲×1基         | 70口径130mm連装砲×2基                   |
| 兵装     | 砲熕       | 30mmCIWS×2基                  | 30mmCIWS×2基                  | 30mmCIWS×4基                            |
| 兵装     | ミサイル   | VLS×32セル （HHQ-16）         | HHQ-7 8連装発射機×1基         | VLS×32セル （HHQ-16,YU-8）              |
| 兵装     | ミサイル   | YJ-12A 4連装発射筒×4基        | YJ-83 4連装発射×4基           | YJ-12A 4連装発射機×2基                  |
| 兵装     | ミサイル   | ―                             | 252mm6連装対潜ロケット砲×2基  | ―                                       |
| 兵装     | 水雷       | 3連装短魚雷発射管×2基（Yu-7） | 3連装短魚雷発射管×2基（Yu-7） | 3連装短魚雷発射管×2基（Yu-7）           |
| 艦載機   | 艦載機     | Z-9C/Ka-28×2機                | Z-9C×2機                      | Ka-28×2機                               |
| 同型艦数 | 同型艦数   | 1隻                           | 2隻                           | 1隻 （1隻改修中,2隻改修予定）           |

|          |            | 055型（南昌級）                                            | 052D型（昆明級）                           | 052C型（蘭州級）              | 051C型（瀋陽級）              | 052B型（広州級）              |
| -------- | ---------- | ---------------------------------------------------------- | ------------------------------------------ | ----------------------------- | ----------------------------- | ----------------------------- |
| 船体     | 満載排水量 | 12,000 - 13,000 t                                          | 7,500 t                                    | 7,000 t近く                   | 7,100 t                       | 6,600 t                       |
| 船体     | 全長       | 182.6 m                                                    | 156 m                                      | 154 m                         | 155 m                         | 154 m                         |
| 船体     | 全幅       | 20.9 m                                                     | 18 m                                       | 17 m                          | 17 m                          | 16.5 m                        |
| 主機     | 方式       | COGAG                                                      | CODOG                                      | CODOG                         | CODOG                         | CODOG                         |
| 主機     | 出力       | 130,000 shp以上                                            | 76,000 hp                                  | 48,600 shp                    | 48,600 shp                    | 48,600 shp                    |
| 主機     | 速力       | 30 kt                                                      | 29 kt                                      | 29 kt                         | 30 kt                         | 29 kt                         |
| 兵装     | 砲熕       | 70口径130mm単装砲×1基                                      | 70口径130mm単装砲×1基                      | 55口径100mm単装砲×1基         | 55口径100mm単装砲×1基         | 55口径100mm単装砲×1基         |
| 兵装     | 砲熕       | 30mmCIWS×1基                                               | 30mmCIWS×1基                               | 30mmCIWS×2基                  | 30mmCIWS×2基                  | 30mmCIWS×2基                  |
| 兵装     | ミサイル   | 5860-2006型VLS×112セル （HHQ-9B,HHQ-16B,YJ-18,CJ-10,Yu-8） | 5860-2006型VLS×64セル （HHQ-9,CY-5,YJ-18） | VLS×48セル （HHQ-9A）         | B-203A型VLS×48セル （リフ-M） | 単装発射機×2基 （9M317）      |
| 兵装     | ミサイル   | HHQ-10 24連装発射機×1基                                    | HHQ-10 24連装発射機×1基                    | YJ-62 4連装発射筒×2基         | YJ-83 4連装発射筒×2基         | YJ-83 4連装発射筒×4基         |
| 兵装     | 水雷       | 3連装短魚雷発射管×2基（Yu-7）                              | 3連装短魚雷発射管×2基（Yu-7）              | 3連装短魚雷発射管×2基（Yu-7） | 3連装短魚雷発射管×2基（Yu-7） | 3連装短魚雷発射管×2基（Yu-7） |
| 艦載機   | 艦載機     | Z-18×2機                                                   | Z-9C/Ka-28×1機                             | Z-9C/Ka-28×1機                | ヘリコプター甲板のみ          | Z-9C/Ka-28×1機                |
| 同型艦数 | 同型艦数   | 8隻                                                        | 25隻                                       | 6隻                           | 2隻                           | 2隻                           |

## 同型艦

### 一覧表
建造は上海江南造船で行われている。
| #   | 艦名                             | 進水            | 就役            | 配備先   |
| --- | -------------------------------- | --------------- | --------------- | -------- |
| 170 | 蘭州/兰州 ランヂョウ/Lanzhou     | 2003年 4月29日  | 2004年 10月18日 | 南海艦隊 |
| 171 | 海口/海口 ハイコウ/Haikou        | 2003年 10月30日 | 2005年 12月26日 | 南海艦隊 |
| 150 | 長春/长春 チャンチュン/Changchun | 2010年 10月28日 | 2013年 1月31日  | 東海艦隊 |
| 151 | 鄭州/郑州 ヂェンヂョウ/Zhengzhou | 2011年 7月20日  | 2013年 12月26日 | 東海艦隊 |
| 152 | 済南/济南 チーナン/Jinan         | 2012年 1月      | 2014年 12月22日 | 東海艦隊 |
| 153 | 西安/西安 シーアン/Xian          | 2012年 6月16日  | 2015年 2月9日   | 東海艦隊 |

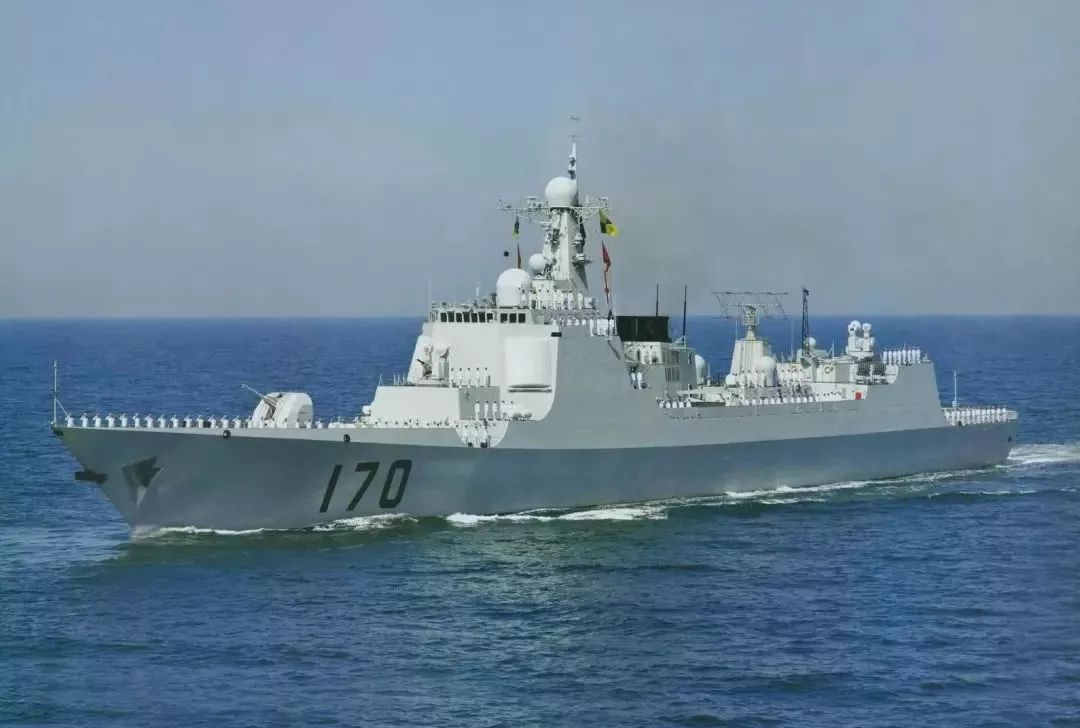
「蘭州」(170)
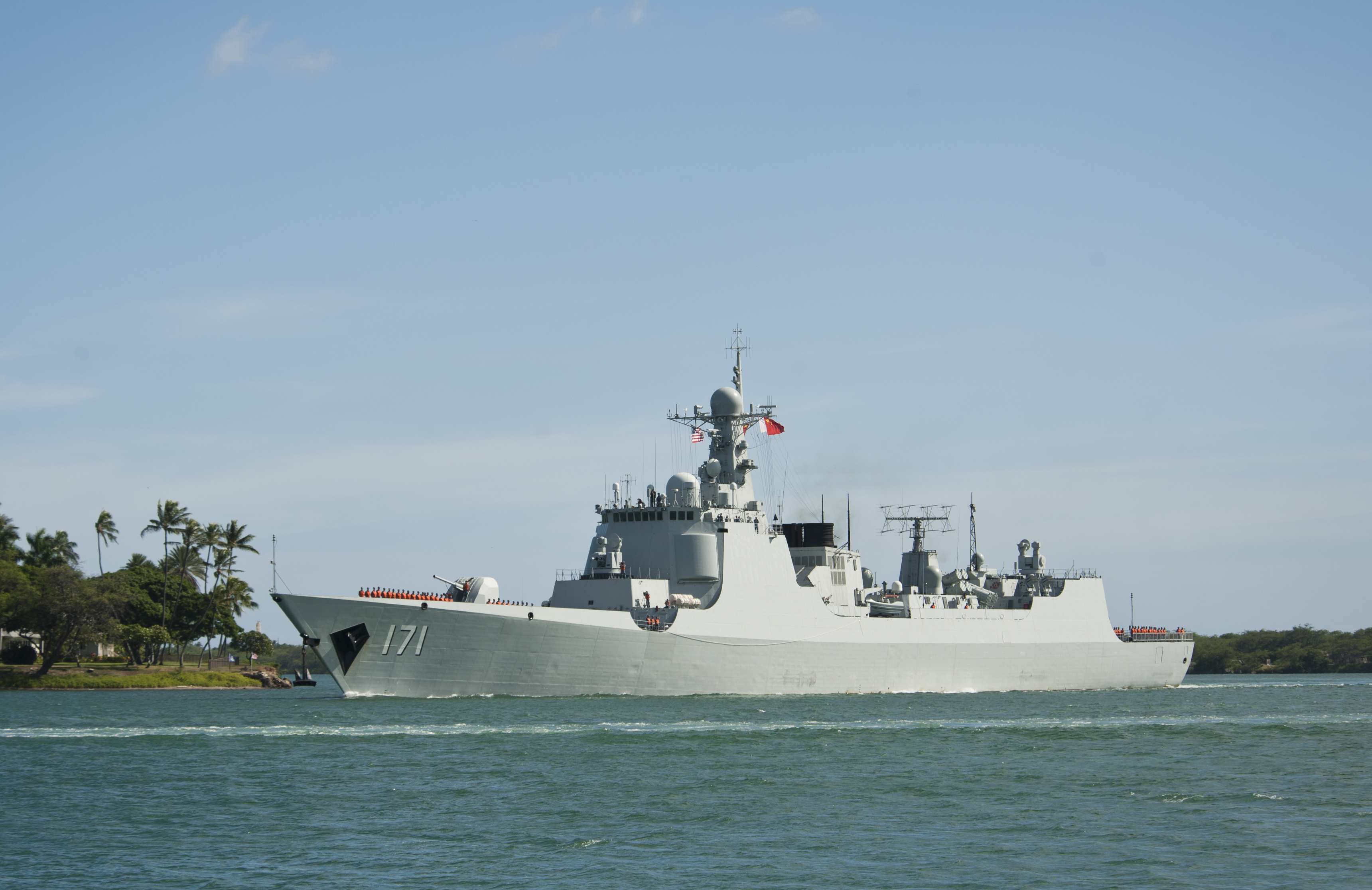
「海口」(171)
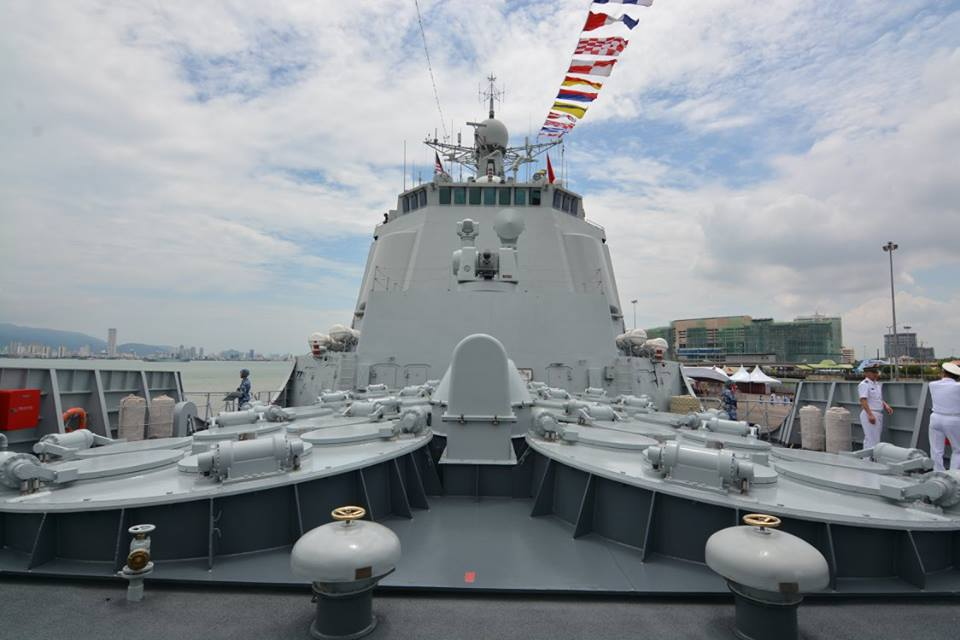
「長春」(150)のブリッジ
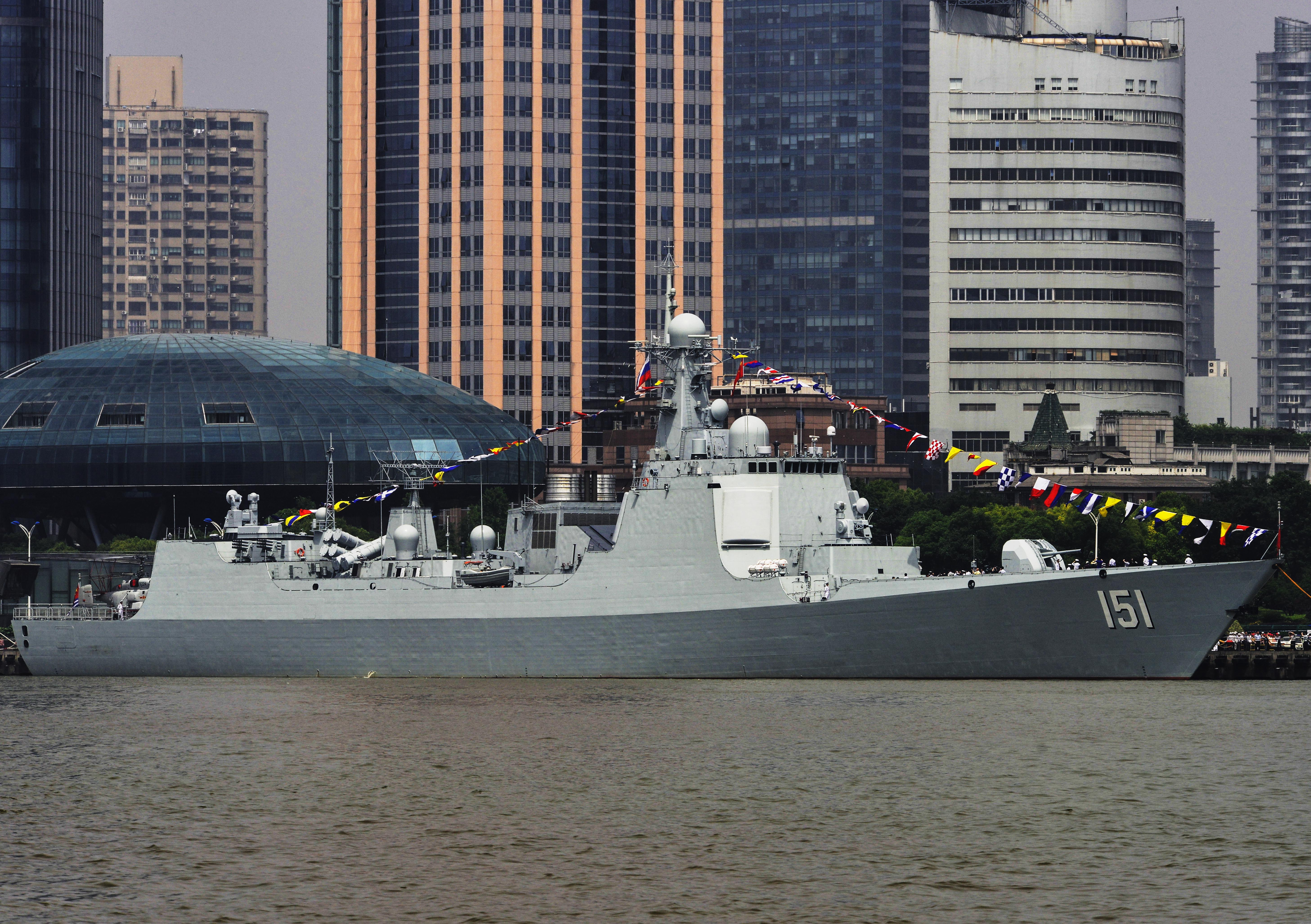
「鄭州」(151)
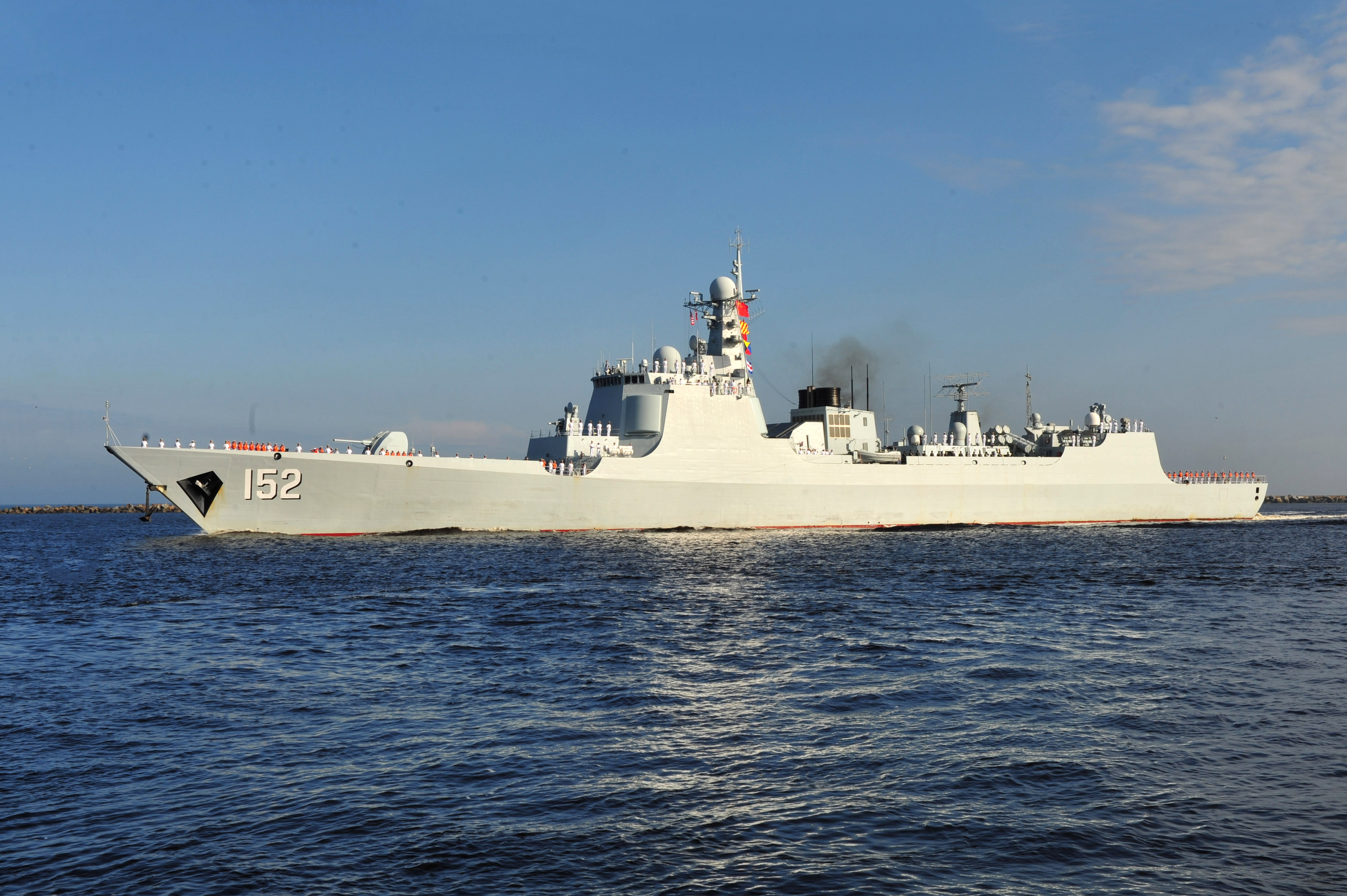
「済南」(152)
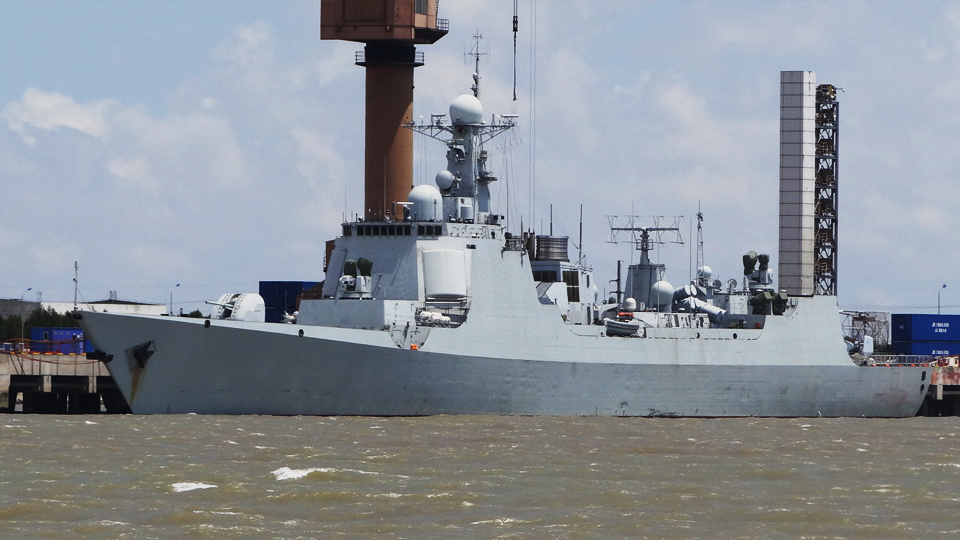
「西安」(153)

### 運用史
2012年10月22日には、海上自衛隊は午後5時ごろに「海口」が沖縄本島の南約470キロを沖縄方面に向けて北上したことを確認した。蘭州型が日本近海で確認されたのはこれが初めてである。
2018年9月30日、南シナ海でアメリカ海軍アーレイ・バーク級ミサイル駆逐艦「ディケーター」が、「公海航行自由原則維持のための作戦」（FONOP:Freedom Of Navigation Operation）の一環として、南沙諸島のガベン礁とジョンソン南礁の12カイリ（約22キロ）以内を通過した際「蘭州」が後方より異常接近し、「ディケーター」の航行優先権を無視して進路妨害したため「ディケーター」の緊急回避行動で接触は免れたが、アメリカ海軍情報では41メートル以内であったと後日発表非難した。

## 登場作品

### 漫画
『空母いぶき』
「西安」が登場。架空艦「広東」が所属する北海艦隊空母部隊の僚艦として「広東」を護衛する。

### 小説
『天空の富嶽』
「蘭州」と「海口」が登場。空母「天安」（旧「ヴァリャーグ」）を護衛するも、F-1の80式空対艦誘導弾が2発ずつ被弾し、「天安」や他の護衛艦艇共々F/A-18E改のレーザー誘導爆弾で撃沈する。